# بنجامين هالدين
بنجامين هالدين هو مصور كندي، ولد في 15 يونيو 1874 في كولومبيا البريطانية في كندا، وتوفي في 21 نوفمبر 1941 بسبب سل.